# Fiesta del Pimiento de Torquemada
La Fiesta del Pimiento de Torquemada es una feria de carácter gastronómico de gran repercusión dentro y fuera de la provincia de Palencia. El año 2011 fue su XVIII edición, y cada año su aforo va aumentando. Tiene lugar en el mes de septiembre.

## Características
En esta feria todos los asistentes pueden degustar el exquisito pimiento de Torquemada (Palencia) España. Asado con leña, y si así lo desean comprarlo en las casetas. Aparte del pimiento de Torquemada, en esta feria están presentes otros productos gastronómicos de Torquemada como el queso, el vino y la repostería local; así como otros productores artesanales de toda la provincia de Palencia. Por ello, esta feria ofrece una de las mejores oportunidades para probar el rico patrimonio gastronómico no sólo de Torquemada, sino de toda la provincia de Palencia.